# Mantra

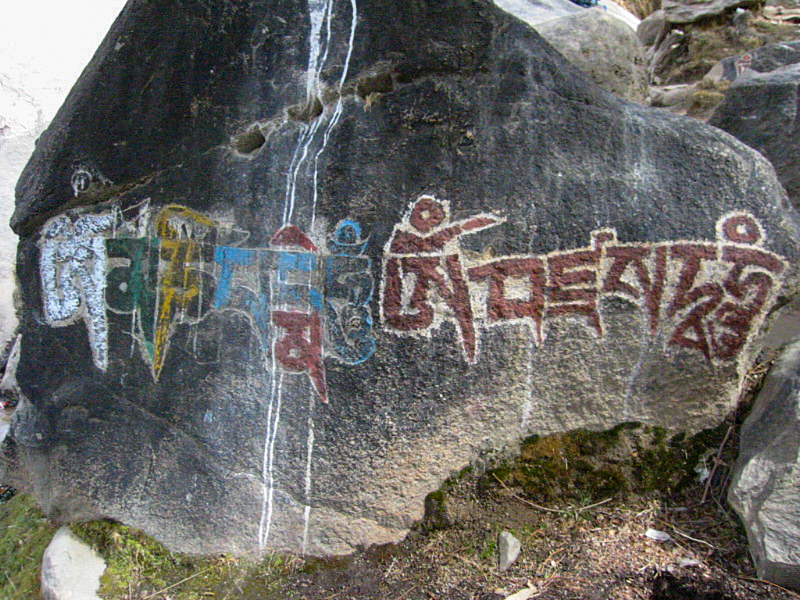
Om mani padme hum, das Mantra von Avalokiteshvara, daneben in rot Om Vajrasattva Hum, das Mantra von Vajrasattva

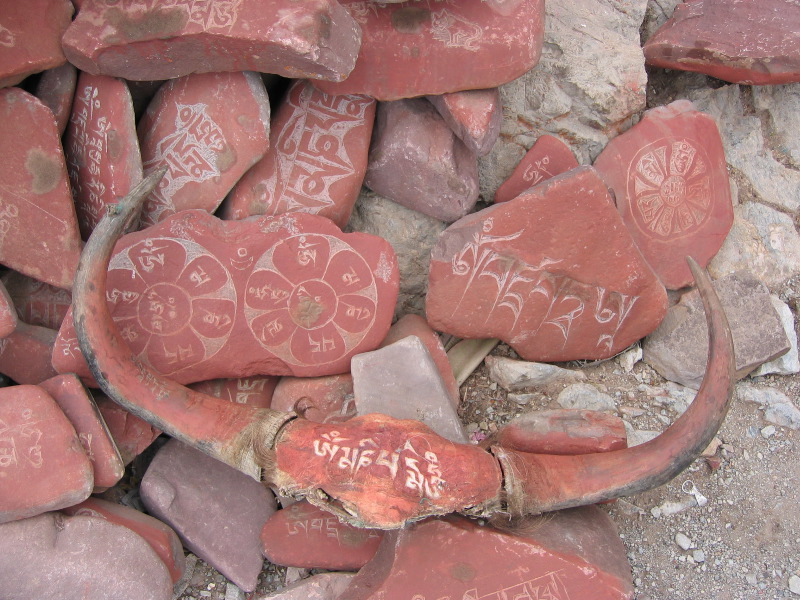
Tibetische Buddhisten ritzen Mantras als eine Form der Meditation oft in Steine.

Mantra (Sanskrit: मन्त्र, mantra m. ‚Spruch, Lied, Hymne‘) bezeichnet eine heilige Silbe, ein heiliges Wort oder einen heiligen Vers. Diese sind „Klangkörper“ einer spirituellen Kraft, die sich durch meist repetitives Rezitieren im Diesseits manifestieren soll. Diese Wiederholungen des Mantras oder des Namens einer Gottheit werden manchmal auch Japa oder Nama-Japa genannt. Mantras können entweder sprechend, flüsternd, singend oder in Gedanken rezitiert werden. Sie können auch aufgeschrieben (Likhita-Japa) und in dieser Form sogar gegessen werden. Im Hinduismus, im Buddhismus und im Yoga ist das Rezitieren von Mantras während der Meditation sowie im Gebet üblich. Vor allem in der Spiritualität des östlichen Christentums spielt die Namensgläubigkeit (Onomatodoxie) im Zusammenhang mit mantrischen Gebetsformen (wie Jesus- oder Ruhegebet) eine bedeutende Rolle.

## Etymologie
Das Sanskritwort mantra (auch mantram) wird meist als Maskulinum verwendet, seltener auch als Neutrum. Im deutschen Sprachgebrauch ist Mantra meist sächlich, seltener wird das Maskulinum gebraucht.
Das Sanskritwort mantram vereint im etymologischen Sinne die beiden Wortwurzeln manas (Geist) und tram (Schutz, schützen bzw. Instrument), sodass die wörtliche Bedeutung Geistesschutz bzw. Schutz des Geistes, aber auch Instrument des Geistes/Denken sein kann. Mantren als Mittel der Meditation, wie zum Beispiel im Vajrayana-Buddhismus (Stichwort Mantrayana), dienen der Wortbedeutung nach folglich dazu, den Geist respektive das Denken zu schützen – und zwar vor schädlichen Vorstellungen und Konzepten. Die Idealvorstellung ist also, dass sich der Geist, während das Mantra rezitiert wird, an die positiven Inhalte der Worte des Mantras bindet und somit nicht mit anderen, d. h. negativen Gedanken beschäftigen kann.
Mantra leitet sich von der indoeuropäischen Wurzel *men- ‚denken, sinnen‘ ab, das mit dem Instrumentalsuffix *-tro- erweitert wurde. Das Wort ist bereits indoiranisch, wie avestisch mąθra ‚Wort, Spruch‘ zeigt. Dieses wird häufig in der Formel spənta mąθra ‚heiliger Spruch, heiliges Wort‘ gebraucht und wird im Yašt 13,81 als ‚weiße strahlende Seele Ahura Mazdas‘ umschrieben.

## Hinduismus
Das Rezitieren eines Mantras soll dem Freisetzen mentaler und spiritueller Energien dienen, oft auch als Gebet. Jede Silbe und jedes Wort während einer Puja, eines hinduistischen Gottesdienstes, gilt als Mantra. Die äußeren Tätigkeiten des Priesters erhalten ihren Sinn und ihre Wirksamkeit erst durch das Rezitieren der vorgeschriebenen Worte. Zu den ältesten Mantras gehören die Opferformeln und Gebete der Veden.
Zwei sehr bekannte Mantras, deren Worte aus den Veden stammen, sind das Gayatri-Mantra und das Mahamrityunjaya Mantra.
Bestimmte Kombinationen von Mantras sind auch als Beschwörungsformeln, etwa gegen Schlangen, Dämonen oder andere negative Kräfte, in Gebrauch. Wie schon im vedischen Ritus, wo die richtig intonierte Formel eine wichtige Funktion als wirksame Kraft erfüllte, misst man auch im Hinduismus dem Klang und dem Gesang religiösen Wert und Wirksamkeit bei.
Hinduistische Schüler erhalten nach der Einweihung in den Ritus in der Regel vom Guru ein persönliches Mantra. Diese Formel muss geheim gehalten werden und soll der Schatz des Gläubigen sein.
Drei Arten von Mantras werden unterschieden:
- Saguna, wörtlich ‚mit Form‘, richten sich an eine bestimmte Gottheit oder an einen bestimmten Aspekt eines Gottes.
- Nirguna, wörtlich ‚ohne Form‘, richten sich an das formlose Göttliche.
- Bija oder bija-akshara sind einsilbige Keim-Mantras, die speziell in der Meditation oder in Zeremonien verwendet werden, und nach tantrischer Lehre auch auf das jeweilige Energiezentrum, das Chakra wirken können (ham – Äther, yam – Luft, ram – Feuer, vam – Wasser, lam – Erde).

Das bekannteste Bija Mantra ist Om, das für Hindus wichtigste Mantra überhaupt, das alle anderen in sich enthält (Pranava). Andere Bija-Mantras wie Haum, Gum, Krim, Shrim und Aim repräsentieren bestimmte spirituelle Kräfte, denen im Hinduismus auch bestimmte Gottheiten entsprechen, die mit längeren Mantras meditativ angerufen werden.

## Buddhismus
Im Buddhismus werden heilige Sätze oder Silben als Mantras angewendet. Im Vajrayana-Buddhismus (tibetische Tradition und japanisches Shingon) sind Mantras (tib. ngag, orth. sngags) so bedeutsam, dass man diese Tradition verschiedentlich auch Mantrayana (‚Mantra-Fahrzeug‘, tib. sngags kyi theg pa) nennt.
Mantras in Tibet sind in der Regel in Sanskrit überliefert, wobei die Transliteration (in tibetischer Schrift) eindeutig, die Aussprache mitunter verändert ist. Wie im Hinduismus werden Mantras von qualifizierten Lehrern während einer Einweihung (tib. dbang bskur) auf die Schüler übertragen. Es gibt aber auch Mantras (teilweise) in tibetischer Sprache, beispielsweise für die Referenz auf berühmte tibetische Heilige (z. B. Milarepa).
Jeder Buddha wird über ein eigenes Mantra angerufen und visualisiert.

## Praxis und Bedeutung

### Anwendung
Im Wesentlichen handelt es sich bei Mantras um Kernaussagen (oder Merksprüche), die traditionell in ihrer Ursprungssprache, meist Sanskrit, belassen werden. Im Rahmen einer Sadhana-Rezitation ist es also möglich, dass unabhängig von der benutzten Sprache ein mantrischer Satz in Sanskrit gesprochen wird, wenn man sich die Leerheit bewusstmacht (z. B. Om sobhawa shuddha sarwa dharma sobhawa shuddho ham) oder wenn Darbringungen an die Buddhas gemacht werden (z. B. I dam gu ru ratna mandalakam niryatayami), oder konkreter die einzelnen Darbringungen benennt (z. B. Om shabda ah hum); schließlich verweilt man in Meditation, indem man zumindest anfangs das Mantra des Yidam (d. h., des Buddha, auf den man meditiert) rezitiert. Dadurch wird der Geist durch die Vorstellung (Visualisierung) und das Sprechen des Mantras am Meditationsobjekt festgehalten. Das langwährende Rezitieren eines Mantras soll als Stütze dienen, um meditativ im gewünschten Denken zu verweilen. Die Mantrarezitation geht schließlich über in ein ruhiges Verweilen in der Erfahrung des Meditationsobjekts (d. h. ohne Stütze).

### Aufbau
Weiterhin wird unterschieden zwischen Keimsilben (om, ah, hum, hrih), denen bestimmte Funktionen im Energiesystem zugeordnet sind, und anderen Bestandteilen, wie Kernaussagen (z. B. „Alles wird zu Leerheit“, „Juwel im Lotos“, „Wohlgerüche“) oder Namen von Buddhas (z. B. Amidewa = Amitabha) oder Gurus. Häufig beginnt und endet ein Mantra mit einer Keimsilbe, dazwischen ist eine Aussage (z. B. Om A mi de wa hrih = Om Amitabha hrih). Weiterhin beginnen viele Mantras mit teyatha (s. Tathagata) (orth. ta dya tha) und enden mit hum oder soha (orth. svah Hah aus Sanskrit svaha »Opfer«).

### Funktion
Das Mantra ist eine bestimmte Schwingung und damit ein Aspekt der Urschwingung, die im Hinduismus als Shabda oder Nada bezeichnet wird.
Eine Mehrfachkonzentration und Visualisierung mit Farbe und Bedeutung verstärkt und verändert die Wirkung. Dabei ist die Wirkung von der Kraft des Meditierenden abhängig und von der Dauer der Wirkung der Schwingung.
Das Mantra dient in der Meditation der Transformation des Meditierenden. Dadurch, dass ein Mantra einer bestimmten Geisteshaltung, einer Gottheit oder einem Buddha zugeordnet ist, wird dessen Rezitation zur Hervorbringung dieser Geisteshaltung genützt, und durch die Benennung (z. B. mittels der Keimsilben) wird die Aufmerksamkeit z. B. auf bestimmte Energiepositionen im Körper gelenkt.

## Beispiele

### Aus der hinduistischen Tradition
Die wichtigsten Mantren im Hinduismus sind die mystische Silbe Om und die Gayatri, die als „Mutter der Veden“ betrachtet wird. Bei den Shivaiten ist das Panchaksharamantra Om namah Shivaya das bedeutendste Mantra, bei den Vishnuiten sind es das Ashtaksharamantra Om namo Narayanaya und das Dvadashaksharamantra Om namo Bhagavate Vasudevaya. Auch das im Westen populäre Hare Krishna-Mantra ist ein vishnuitisches Mantra.
In tantrischen Mantras werden Keimsilben bevorzugt, z. B. im Mantra Om aim hrim klim Chamundayai vicche namaha, wo die Bija-Mantras die Göttinnen Sarasvati (aim), Lakshmi (hrim) und Durga (dum) symbolisieren, mit der Bitte um Weisheit (Sarasvati), Besitz (Lakshmi) und Schutz (Durga).

### Aus der buddhistischen Tradition
- oṃ āḥ hūṃ vajra guru padma siddhi hūṃ (Vajra Guru Mantra oder Das zwölf Silben Mantra des Guru Rinpoche);
- Om mani padme hum („Om, Juwelen-Lotos“; oft ungenau übersetzt als „O du Kleinod in der Lotosblüte“; bezieht sich auf das allumfassende Mitgefühl für alle Wesen) – Dieses im Kagyü auch ‚liebevolle Augen‘ genannte Mantra richtet sich an den Bodhisattva des universellen Mitgefühls Avalokiteshvara, tibetisch Chenrezig;
- Om ami dewa hri (Buddha des Grenzenlosen Lichts, Öpame oder Amitabha);
- Namo amitabha buddhaya (Zuflucht zum Amitabha);
- Om tare tu tare ture soha (Zuflucht zum weiblichen Bodhisattva Grüne Tara);
- Namu Myōhō Renge Kyō.